# Časová osa války Izraele s Hamásem (červenec 2024)
Toto je část časové osy války Izraele s Hamásem. Obsahuje časové období od 1. července do 31. července 2024.

## Pondělí 1. července
Ve čtvrti Tel Sultan v Rafahu zničili příslušníci IOS na základně Palestinského islámského džihádu dosud největší podzemní výrobnu raket dlouhého doletu a raketových součástek. Podle IOS byla během bojů o tuto výrobnu zabita řada bojovníků PID.
Salvu raket odpálili příslušníci PID proti izraelským osadám podél Pásma Gazy. Podle Izraele rakety nezpůsobily žádné škody. Mezitím izraelské tankové jednotky postoupily v Gaze hlouběji do čtvrti al Šejája v a Rafahu se přiblížily k hranici s Egyptem. Podle IOS se operace v Rafahu blíží ke konci a izraelská armáda se poté soustředí na akce menšího rozsahu. Další salvu 20 raket proti Izraeli odpálili i příslušníci Hamásu z Chán Júnisu. Část raket byla zachycena protiraketovým systémem Iron Dome a část dopadla na otevřená prostranství a nezpůsobila žádné škody.
Podle palestinského ministerstva zdravotnictví počet osob zabitých v Pásmu Gazy stoupl 37 900.
Podle IOS počet izraelských vojáků padlých v Pásmu Gazy stoupl na 322.

## Úterý 2. července
IOS vydaly příkaz civilnímu obyvatelstvu k evakuaci východní části Chán Júnisu na jihu Pásma Gazy. Stalo se tak poté, co z tohoto prostoru ostřeloval Hamás raketami Izrael. Prostor následně napadlo izraelské letectvo. Cílem byly sklady zbraní a operační střediska Hamásu. Podle Izraele Hamás rozmisťuje svou infrastrukturu do civilních oblastí a využívá civilisty jako živé štíty. Podle UNRWA muselo své domovy opustit přibližně 250 tisíc osob. Nikde v Gaze není bezpečno, dodává UNRWA.
Koordinátorka humanitární pomoci OSN pro Gazu Sigrid Kaagová uvedla, že v současné době se v Pásmu Gazy nachází 1,9 milionů vysídlených osob. Palestinští civilisté v Gaze byli uvrženi do propasti utrpení. Jejich domovy se roztříštily, jejich životy se obrátily vzhůru nohama. Válka nevytvořila jen nejhlubší humanitární krizi. Rozpoutalo to vír lidského utrpení, sdělila Kaageová RB OSN.
Podle palestinského ministerstva zdravotnictví počet osob zabitých v Pásmu Gazy stoupl na 37 925.

## Středa 3. července
Vysoký představitel OSN pro humanitární pomoc sdělil, že izraelský příkaz k evakuaci třetiny Pásma Gazy zmařil pokusy OSN o dodávky humanitární pomoci do oblasti. Transport a distribuci humanitární pomoci brání jak bojové operace, tak narůstající míra bezpráví v Pásmu. Představitel OSN sdělil, že... je odpovědností Izraele obnovit veřejný pořádek a bezpečnost v Gaze.
Izraelská strana podle vysoce postaveného izraelského činitele studuje odpověď Hamásu na poslední návrhy dohody o příměří a rukojmích. Izrael vyhodnocuje tyto poznámky a předá svou odpověď zprostředkovatelům, uvádí se v prohlášení Mosadu distribuovaném kanceláří izraelského premiéra. Hamás ve svém prohlášení později sdělil, že... touží dosáhnout dohody o zastavení války a naše komunikace s vyjednavači pokračuje.
Podle palestinského ministerstva zdravotnictví počet osob zabitých v Pásmu Gazy stoupl 37 956.
Podle IOS počet izraelských vojáků padlých v Pásmu Gazy stoupl na 324.

## Čtvrtek 4. července
Podle New York Times se prohlubuje propast mezi izraelským politickým vedením a IOS. Izraelská armáda věří, že by příměří bylo nejlepší možností, jak vrátit do Izraele zbývající rukojmí a to i za cenu, že Hamás by se dočasně udržel u moci. Podle NYT navíc IOS dochází munice a jejich jednotky by se měly z důvodu hrozícího konfliktu s Hizballáhem přeskupit.
Podle agentury Reuters čelí distribuce potravin v Pásmu Gazy velkým problémům. Podle oslovených obchodníků prudce stoupají náklady na přepravu a ochranu potravin. Podle Izraele čelí humanitární konvoje po vstupu do Pásma řadě problémů vyplývajících z narůstajícího bezpráví v Pásmu. Podle humanitárních pracovníků nejsou kromě potravin z humanitární pomoci k dispozici žádné jiné potraviny.
Podle palestinského ministerstva zdravotnictví počet osob zabitých v Pásmu Gazy stoupl na 38 011.
Podle IOS počet izraelských vojáků padlých v Pásmu Gazy stoupl na 325.

## Pátek 5. července
Izraelští vyjednavači se v katarském Dauhá setkali s vyjednavači Kataru, Egypta a USA. Podle úřadu izraelského premiéra existují v postojích Izraele a Hamásu mezery. K posunu došlo poté, co Hamás předložil nové nápady k dosažení příměří. Nejmenovaný americký představitel sdělil, že nové návrhy Hamásu jsou... průlomové, nicméně... překážky přetrvávají.
Podle IOS izraelské jednotky pokračovaly v operační činnosti v Šejáje, Rafahu a centrální části Pásma Gazy. IAF provedla více než 50 zásahů proti palestinským buňkám a infrastruktuře Hamásu.
Nedostatek pohonných hmot by mohl mít katastrofální dopad na palestinské zdravotnictví, řekl šéf WHO. Do Pásma v současnosti dorazilo 90 tisíc litrů pohonných hmot, přičemž denní spotřeba zdravotnických zařízení je 80 tisíc litrů. Přísun paliva do Pásma omezuje Izrael, který tvrdí, že část těchto dodávek používá pro své potřeby Hamás. Palivo je nutné na provoz agregátů dodávajících elektrickou energii zdravotnickým zařízením, ale i na provoz sanitek Červeného půlměsíce.

## Sobota 6. července
Podle výpovědí izraelských vojáků jsou na mnoha místech v Pásmu Gazy, včetně soukromých palestinských bytů nacházeny židovské rituální předměty. Podle předpisů si voják smí vzít pouze to, co potřebuje k vedení bojů. Tyto předměty izraelští vojáci odnášejí s tím, že se prostřednictvím internetu pokoušejí nalézt majitele. To nemůže být jejich, říká jeden z izraelských vojáků o nálezu židovského rituálního předmětu ve vlastnictví Palestinců.
Podle palestinské vládní mediální kanceláře bylo při izraelských útocích za posledních 24 hodin zabito nejméně 5 novinářů. Podle mediální kanceláře bylo od zahájení konfliktu v Gaze zabito nejméně 158 novinářů. Výbor na ochranu novinářů sídlící v New Yorku stanovil počet zabitých palestinských novinářů na 108.
Při izraelském leteckém útoku na školu v al Nusejratu poskytující přístřeší vysídleným osobám bylo zabito nejméně 16 lidí, další 50 jich bylo zraněno. Podle IOS byl útok veden na operativce Hamásu, kteří v prostoru operovali a ve škole se skrývali.
Podle palestinského ministerstva zdravotnictví počet osob zabitých v Pásmu Gazy stoupl na 38 098.

## Neděle 7. července
IOS povolily vstup do Rafahu zahraničním novinářům. Podle mluvčího IOS bylo nutné vést válku s takovou intenzitou, neboť... Hamás vybudoval všechno v civilní čtvrti – mezi domy, mezi mešitami, mezi obyvatelstvem – aby vytvořil svůj teroristický ekosystém. Podle OSN většina uprchlíků... Většina uprchlíků se přestěhovala do nedaleké Izraelem vyhlášené humanitární oblasti... mnozí z nich se shlukují ve špinavých stanových táborech podél pláže s omezeným přístupem k čisté vodě, jídlu, toaletám a lékařské péči.
Podle Agentury civilní obrany během izraelského leteckého útoku na školu UNRWA zahynuly 4 osoby. Podle IOS byla škola požívána jako úkryt militantů a Hamás v ní měl výrobnu zbraní. Jedním ze zabitých je Ihab al-Ghusain, náměstek ministra práce vlády Hamásu.
Podle palestinského ministerstva zdravotnictví počet osob zabitých v Pásmu Gazy stoupl na 38 153.
Podle IOS počet izraelských vojáků padlých v Pásmu Gazy stoupl na 326.

## Pondělí 8. července
Dva tunely Hamásu izraelská armády zničila ve čtvrti Šujája v Gaze. Další tunely jsou ve fázi mapování.
Podle svědků izraelské tankové jednotky postupovaly do centra Gazy nejméně ze tří směrů. Izraelská ofenziva probíhá ve čtvrtích Daraj, Tuffah, Tel Al-Hawa, Sabra a Rimal. Podle palestinských záchranářů zahynuly desítky osob, ale záchranné týmy se k nim z důvodu intenzivních bojů nemohou dostat. IOS vyzvaly civilisty, aby se přesunuli do humanitárních zón a oznámily, že se jim podařilo zlikvidovat více než 30 palestinských militantů.
Při společné operaci IOS a Šin bet provedly společnou operaci v Gaze, kde mimo jiné obsadily sídlo UNRWA, kde zajistily mimo jiné i detenční a výslechovou místnost Hamásu.
Podle palestinského ministerstva zdravotnictví počet osob zabitých v Pásmu Gazy stoupl 38 193.

## Úterý 9. července
IOS v Gaze zničily 2,5 km dlouhý tunel PID. Uvnitř tunelu byly nalezeny zbraně a zpravodajský materiál. Tunel využívalo především velení PID.
Izraelský útok na školu UNRWA v Chán Júnis si podle zdravotníků vyžádal nejméně 27 mrtvých a desítky zraněných. Podle palestinské mediální kanceláře bylo mrtvých 29... většinou žen a dětí. Škola byla využívána pro pobyt vysídlených Palestinců. Podle IOS byl útok veden na příslušníky Hamásu, kteří se v těchto objektech ukrývají.
Palestinský aktivista Amin Abed, známý svou kritikou Hamásu byl napaden a zbit skupinou 5 mužů, kteří kolemjdoucím tvrdili, že jsou z bezpečnostních složek Hamásu. Abedovo napadení odsoudilo ve svém prohlášení i hnutí Fatah.
Řada nezávislých expertů ve svých zprávách pro OSN obvinila Izrael, že využívá hladovění jako zbraň proti obyvatelstvu v Pásmu Gazy. Izraelské záměrné a cílené vyhladovění palestinského lidu je formou genocidního násilí a vyústilo v hladomor v celé Gaze, objevilo se v expertních zprávách. Izraelská mise při OSN zprávy o hladovění odmítá s tím, že toto tvrdí... mnoho takzvaných 'expertů', kteří jsou zvyklí šířit dezinformace stejně jako podporovat propagandu Hamásu a chránit tuto teroristickou organizaci před vyšetřováním.
Podle palestinského ministerstva zdravotnictví počet osob zabitých v Pásmu Gazy stoupl na 38 243.
Podle IOS počet izraelských vojáků padlých v Pásmu Gazy stoupl na 327.

## Středa 10. července
Podle amerického představitele uvolnily Spojené státy dosud zadržovanou zásilku bomb o váze 500 liber. Zásilka bomb o váze 2000 liber zůstává dosud pozastavena, neboť podle amerických představitelů... přetrvávají obavy o potenciální použití 2000 librových bomb v Rafahu a jinde v Gaze.
Podle prohlášení IOS izraelské jednotky ukončily několikadenní operace ve čtvrti Šujája v Gaze. Při této operaci, které se zúčastnily izraelské elitní jednotky bylo, dle IOS, zničeno... osm tunelů a zlikvidovány desítky teroristů, zničeny bojové objekty a nastražené výbušniny v budovách. Podle mluvčího civilní obrany v Gaze... došlo k rozsáhlým škodám na infrastruktuře a rezidenční oblasti v Šujáji, která se stala městem duchů.
Podle palestinského ministerstva zdravotnictví počet osob zabitých v Pásmu Gazy stoupl na 38 295.

## Čtvrtek 11. července
Podle The Washington Post se Hamás i Izrael se shodly na předání kontroly Pásma Gazy Spojenými státy vycvičeným bezpečnostním silám během druhé fáze třífázového plánu na příměří a propuštění rukojmí výměnou za palestinské vězně. Ani Hamás, ani Izrael toto tvrzení nepotvrdily, ani nevyvrátily.
Podle svědků pokračovaly boje mezi izraelskými jednotkami a příslušníky Hamásu a PID v jižní části Rafahu. Podle mediální kancelář Hamásu izraelské jednotky opustily čtvrť Šujája v Gaze, kde podle Palestinců byly zabity desítky lidí a zničeny obytné čtvrti.
Podle palestinského ministerstva zdravotnictví počet osob zabitých v Pásmu Gazy stoupl na 38 345.

## Pátek 12. července
Podle společného prohlášení IOS a Šin bet byl při izraelském leteckém útoku byl ve čtvrti Šujája v Gaze zabit Ajmán Šowadeh, zástupce velitele praporu Šujája a hlavní postava operačního velitelství Hamásu v oblasti.
Izraelské ministerstvo zahraničí zaslalo šéfovi UNRWA Philippu Lazzarinimu seznam 108 zaměstnanců této organizace a zároveň příslušníky Hamásu a PID a požadovalo jejich okamžité propuštění. IOS získaly tyto informace ze zajištěných zpravodajských materiálů, mimo jiné v z datového centra Hamásu, které se nacházelo přímo pod budovou UNRWA v Gaze. Amir Weissbrod, vysoký představitel izraelského ministerstva zahraničí sdělil, že další jména budou následovat.
Podle Hamásu by Pásmo Gazy a Západní břeh Jordánu měla řídit vláda složená z osob bez stranické příslušnosti. Správa Gazy po válce je palestinskou vnitřní záležitostí bez jakéhokoli vnějšího vměšování a den po válce v Gaze nebudeme diskutovat s žádnými vnějšími stranami, sdělil Hossam Badran, člen politbyra palestinského hnutí.

## Sobota 13. července
Podle tvrzení IOS byl při izraelském leteckém útoku v Chán Júnis zabit Mohammad Dajf, nejvyšší vojenský velitel Hamásu v Pásmu Gazy.
Palestinský prezident Mahmúd Abbás obvinil Izrael a Spojené státy ze zodpovědnosti za útok v Pásmu Gazy, který zabil desítky lidí a jehož cílem byl Mohammad Dajf. Abbás ale také obvinil Hamás z podílu na pokračující válce. Stalo se tak poté, co Hamás Abbáse obvinil z toho, že se přiklání na stranu Izraele. Abbás mimo jiné řekl, že... tím, že poskytuje okupačnímu státu záminky, je hnutí Hamás spolunositelem právní, morální a politické odpovědnosti za pokračování izraelské genocidní války v Pásmu Gazy.
Podle palestinského ministerstva zdravotnictví počet osob zabitých v Pásmu Gazy stoupl na 38 443.

## Neděle 14. července
Podle IOS byl v sobotu při izraelském náletu na oblast Mavásí v jižní části Pásma Gazy zabit Rafa Salámí, velitel brigády Hamásu pro Chán Júnis. Hamás jeho smrt potvrdil.
Podle The Jerusalem Post IOS bez jakéhokoliv prohlášení ukončily ofenzivy v Šujáje a Gaze. Podle JP by to mohlo znamenat, že IOS přecházejí do 3. fáze konfliktu vyznačující se nižší intenzitou.
Podle palestinských představitelů při dalším izraelském leteckém útoku na školu UNRWA v al Nusejrat zahynulo 15 osob. Podle představitele civilní obrany v Gaze se v objektu nacházeli vysídlené osoby a většina ze zabitých jsou ženy a děti. Podle prohlášení IOS byl útok veden proti operativcům Hamásu, kteří budovu využívají pro plánování útoků.
Podle prohlášení Izzata El-Reshiqa, člena politické kanceláře Hamásu se Hamás nestahuje z rozhovorů o příměří. Prohlášení přišlo poté, co jiný představitel Hamásu oznámil stažení se z rozhovorů z důvodu izraelských masakrů v posledních dnech. Hamás zároveň popřel úmrtí Mohammeda Dajfa. Podle palestinských úřadů při útoku na Dajfa zahynulo 91 osob, přičemž nerozlišily, kolik z nich jsou civilisté a kolik ozbrojenci.
Podle palestinského ministerstva zdravotnictví počet osob zabitých v Pásmu Gazy stoupl na 38 584.

## Pondělí 15. července
V Tel el-Awa v severní Gaze poblíž nemocnice Šífa se izraelským jednotkám podařilo zajistit v objektu UNRWA nové velitelství Hamásu. Objekt byl zároveň náborovým střediskem Hamásu a byla v něm umístěna i výrobna dronů a IED.
Izraelská letadla podle prohlášení IOS útočila na řadu cílů po celém Pásmu Gaza a izraelské jednotky se v Jabna v Rafahu zapojily do střetů s palestinskými ozbrojenci. Těžké boje v Jabna potvrdilo i prohlášení PID. V centrální části Pásma Gazy se boje zintenzivnily i v uprchlických táborech al-Bureij a al-Maghází.
Sobotní útok v Al-Mawasi u Chán Júnisu vedly IOS s přesvědčením, že se v objektu Hamásu nachází Muhammad Deif, nejvyšší velitel Hamásu v Pásmu Gazy. Při útoku, který Hamás nazval... děsivým masakrem vedeným proti civilistům zahynulo více než 90 osob. Podle izraelských bezpečnostních představitelů velká část mrtvých jsou příslušníci Hamásu.
Podle palestinského ministerstva zdravotnictví počet osob zabitých v Pásmu Gazy stoupl 38 664.

## Úterý 16. července
IOS jsou si téměř jisté, že M. Dajf byl zabit při izraelském leteckém útoku 13. července a Hamás jeho smrt z taktických důvodů tají. Podle tvrzení IOS, při útoku, při kterém zemřel další vysoký velitel Hamásu Rafa Salámí bylo zraněno jen velmi málo civilistů, neboť areál Hamásu, na který byl útok veden, leží mimo civilní osídlení.
Podle IOS byla od začátku války odstraněna více než polovina velitelů vojenského křídla Hamásu. Během bojů bylo podle IOS zabito nebo zajato 14 tisíc palestinských militantů. Podle tvrzení IOS dále byly síly Hamásu zredukovány do stavu přežívání a nejsou schopny provádět strategickou nebo proaktivní útočnou činnost. Počet raket, kterými Hamás disponuje, byl zredukován z 15 000 kusů na 1 000 až 1 500, přičemž ale stále disponuje raketami dlouhého doletu schopnými zasáhnout např. Tel Aviv.
Podle palestinského ministerstva zdravotnictví počet osob zabitých v Pásmu Gazy stoupl 38 713.

## Středa 17. července
Podle očitých svědků izraelské tankové jednotky útočí jak v centrální části Pásma Gazy, tak na jihu v Rafahu. V Rafahu izraelské obrněné jednotky provedly útok na sever města a opět se stáhly. V centrální části Pásma izraelské jednotky ničí objekty palestinskými bojovníky využívané jako pozorovatelny. Palestinští bojovníci jsou přitom stále schopni útočit na izraelské jednotky raketami a minomety a odpalovat raketové salvy na Izrael.
Armáda Spojených států oznámila, že ukončuje provoz plovoucího mola u břehu Pásma Gazy. To sloužilo pro distribuci humanitární pomoci do Pásma Gazy. Samotné molo bylo několikrát mimo provoz kvůli špatnému počasí.
Podle palestinského ministerstva zdravotnictví počet osob zabitých v Pásmu Gazy stoupl 38 794.

## Čtvrtek 18. července
Při své návštěvě Rafahu řekl izraelský premiér B. Netanjahu, že setrvání izraelských jednotek v tzv. Filadelfském koridoru, což je hranice mezi Pásmem Gazy a Egyptem, je pro Izrael nezbytné, stejně jako udržení hraničního přechodu Rafah.
Nařízení izraelského ministra obrany J. Gallanta o zřízení dočasné nemocnice pro léčku nemocných dětí z Pásma Gazy zrušil izraelský premiér B. Netanjahu. Nemocnice se měla nacházet na izraelském území a pomáhat těm palestinským dětem trpícím rakovinou, cukrovkou a dalšími nemocemi, které se nemohly dostat k léčbě na palestinském území. Podle úřadu premiéra, premiér... nesouhlasí se zřízením nemocnice pro obyvatele Gazy na izraelském území – proto nebude zřízena. Podle nejmenovaného zdroje bylo nařízení o stavbě nemocnice Netanjahuem zrušeno... z politických důvodů.
Podle palestinského ministerstva zdravotnictví počet osob zabitých v Pásmu Gazy stoupl 38 848.

## Pátek 19. července
Izraelské ministerstvo zdravotnictví potvrdilo zprávu Světové zdravotnické organizace (WHO) o nálezu polioviru typu 2 ve vzorcích odpadních vod v Pásmu Gazy. Poliovirus typu 2 způsobuje onemocnění obrnou. Onemocnění dětskou obrnou postihuje především malé děti, napadá nervový systém a může vést k ochrnutí páteře a dýchacích cest a v některých případech ke smrti. Podle UNRWA jsou hlášeny jsou také rostoucí případy akutní hepatitidy a různých forem průjmu.
Podle amerického ministra zahraničí Antony Blinkena... dlouho očekávané příměří mezi Izraelem a palestinskou militantní skupinou Hamás je na dohled, dodal však, že... zůstávají některé otázky, které je třeba vyřešit, o kterých je třeba jednat.
Po zásahu obytného domu bezpilotním letounem s dlouhým doletem íránské produkce v Tel Avivu zahynul 1 člověk. 4 další osoby byly lehce zraněny. K útoku se přihlásily jemenské milice Hútíú, které následně uvedly, že... budou pokračovat v útocích na Izrael v solidaritě s Palestinci.
Důstojník vojenské rozvědky Hamásu Adel Hamedíja při společné operaci IOS a Šin bet v Gaze. Izraelský letoun zasáhl areál UNRWA, kde se Hamedíja nacházel.
O nezákonnosti izraelské okupace palestinských území, která je v rozporu s mezinárodním právem rozhodl Mezinárodní soudní dvůr (ICJ). Soud se tak vyjádřil na žádost Valného shromáždění OSN. Podle soudu... izraelská pokračující přítomnost na okupovaném palestinském území je nezákonná. Soud dále sdělil, že... stažení Izraele z Pásma Gazy v roce 2005 neznamenalo konec izraelské okupace této oblasti, protože Izrael nad ní stále uplatňuje účinnou kontrolu a dále rozhodl, že... Izrael by měl evakuovat všechny své osadníky ze Západního břehu Jordánu a východního Jeruzaléma a zaplatit Palestincům reparace za škody způsobené okupací. Podle vyjádření izraelského premiéra... židovský lid není okupantem ve své vlastní zemi – ani v našem věčném hlavním městě Jeruzalémě, ani v dědictví našich předků, v Judeji a Samaří (historický název Západního břehu Jordánu). Generální tajemník Organizace pro osvobození Palestiny (OOP) Husajn al-Šejk označil rozhodnutí za... historické vítězství práv palestinského lidu a jeho práva na sebeurčení. A kolaps a porážka judaizačního projektu prostřednictvím konfiskace, osídlení, vysídlení a rasistických praktik proti lidem pod okupací.
Podle Úřadu OSN pro lidská práva (OHCHR) se v Pásmu Gazy šíří anarchie provázená rabováním, nezákonným zabíjením a střelbou, což je důsledkem akutní humanitární krize. Ajith Sunghay, šéf OHCHR dal šířící se bezpráví do souvislosti s... izraelskou demontáží místních kapacit pro udržení veřejného pořádku a bezpečnosti v Gaze.

## Sobota 20. července
Podle IOS izraelské letectvo zaútočilo na jemenský přístav Hudajda. Během útoku, při kterém izraelská letadla zapálila zásobníky s ropou zahynuli podle televize Al-Masirah 3 lidé a 87 jich bylo zraněno. Během operace nazvané IOS Dlouhá ruka podle IOS... bojové letouny zaútočily na vojenské cíle teroristického režimu Hútiů v oblasti přístavu Hudajda v Jemenu v reakci na stovky útoků provedených proti Státu Izrael v posledních měsících. Počet obětí se později zvýšil na 6.
Bezpilotní letoun Hútijú, který 19. července v Tel Avivu zabil 1 člověka byl izraelskou armádou sledován 6 minut. Bezpilotní letoun íránské výroby Samad-3 urazil více než 2 000 km. Podle IOS byl upraven, aby mohl překonat větší vzdálenost. Přestože byl letoun sledován, díky lidské chybě nebyl identifikován jako nepřátelský, sdělil mluvčí IOS Daniel Hagari.
Podle palestinských zdravotníků izraelské útoky zabily v Pásmu Gazy během posledních 24 hodin nejméně 37 Palestinců. Mezi zabitými je palestinský novinář Mohammad Abú Jásir. Podle palestinské mediální kanceláře se počet zabitých novinářů v Gaze zvýšil na 161. Podle IOS operovaly izraelské jednotky v Rafahu ve čtvrti al Sultan, kde zabily větší množství ozbrojenců. V Dajr al-Balah v centrální části Pásma Gazy byla zničena budova, ze které operovali ozbrojenci Hamásu.
Podle palestinského ministerstva zdravotnictví počet osob zabitých v Pásmu Gazy stoupl 38 919.

## Neděle 21. července
IOS vydal 1 000 povolávacích rozkazů pro příslušníky ultraortodoxní židovské komunity v Izraeli. Někteří rabíni z této komunity vyzívají ty, kteří rozkaz dostanou, aby jej spálili. Proti se postavily i dvě náboženské strany ve vládě premiéra Benjamina Netanjahua. Armáda se řídí rozhodnutím Nejvyššího soudu, který minulý měsíc rozhodl, že ministerstvo obrany již nemůže udělovat plošné výjimky ultraortodoxním židovským studentům semináře z branné povinnosti.
Spojené arabské emiráty naznačily, že jsou připraveny vyslat své vojáky do poválečných mírových sil v Pásmu Gazy. SAE je tak první arabskou zemí, která projevila ochotu podílet se na tomto projektu.
IOS ve svém prohlášení sdělily, že při leteckém útoku zabily Nimra Hamidu, jednoho z velitelů Hamásu a člena výboru ústředí Hamásu na Západním břehu Jordánu. Při dalším leteckém útoku byl zabit velitel Brigád mučedníků al-Aksá v Gaze Izz al Din Akila.
Podle palestinského ministerstva zdravotnictví počet osob zabitých v Pásmu Gazy stoupl 38 983.

## Pondělí 22. července
IOS ve svém prohlášení potvrdily smrt dvou rukojmí. Obě rukojmí, dva muži, zemřeli v zajetí Hamásu. Počet rukojmí, která zemřela v zajetí stoupl na 44.
Poté, co izraelská armáda nařídila obyvatelům opustit východní část Chán Júnisu a přesunout se do tzv. humanitární zóny, zaútočilo na tuto lokalitu izraelské letectvo a dělostřelectvo. Podle IOS bylo zasaženo více než 30 míst, zejména infrastruktura, včetně místa, odkud došlo k raketovému ostřelování Izraele. Podle palestinského ministerstva zdravotnictví při izraelském útoku zahynulo nejméně 70 osob. Hamás podle svého prohlášení v okolí Chán Júnisu útočil na izraelské tanky.
Izraelský premiér B. Netanjahu přiletěl do USA na oficiální návštěvu. Během pobytu by se měl setkat s americkým prezidentem J. Bidenem a přednést projev před americkým Kongresem.
Turecko odmítlo jako lživá izraelská tvrzení, že vyzbrojuje Hamás. Turecko reagovalo na tvrzení izraelského ministra zahraničí J. Kace z... dodávek zbraní a peněz Hamásu na zabíjení Izraelců. V prohlášení tureckého ministerstva zahraničí se píše, že se Izrael... snaží zakrýt zločiny spáchané Izraelem proti Palestincům za řadu lží, pomluv a neúcty.
Podle prohlášení OSN se jasně označený konvoj UNRWA dostal pod palbu izraelských jednotek. Palbou bylo zasaženo jedno z vozidel čekající před kontrolním stanovištěm IOS. Incident se odehrál bez zranění. IOS se k incidentu nevyjádřily.
Podle prohlášení IOS byl v Pásmu Gazy zabit izraelský důstojník při výbuchu granátu. Podle IOS k výbuchu nedošlo během bojové činnosti. Incident se vyšetřuje.
Podle palestinského ministerstva zdravotnictví počet osob zabitých v Pásmu Gazy stoupl 39 006

## Úterý 23. července
Podle IOS izraelské letectvo zasáhlo v Chán Júnisu více než 50 míst, která využívá Hamás. Jedná se o sklady zbraní, pozice odstřelovačů, budovy používané Hamásem a tunely. Do Chán Júnisu následně vnikly izraelské obrněné a pozemní jednotky. Stalo se tak poté, co se podle IOS jednotky Hamásu pokusily o přeskupení.
WHO ve svém prohlášení vyjádřila extrémní znepokojení z možného propuknutí epidemie obrny. WHO se tak vyjádřila poté, co ve vzorcích odpadní vody z Pásma Gazy byly nalezeny viry obrny.
Podle izraelského ministra obrany J. Gallanta, náčelníka generálního štábu IOS Herci Haleviho, ředitele Mosadu Davida Barnea a šéfa Šin bet Ronena Bara by během případného šestinedělního příměří, během kterého se IOS může z Pásma Gazy stáhnout, neměl mít Hamás čas na významné přeskupení a znovuvyzbrojení. Jsme si vědomi bezpečnostních důsledků, ale nyní je čas upřednostnit propuštění rukojmích, jejichž čas je omezený, uvedli šéfové izraelských bezpečnostních složek ve zprávě pro premiéra B. Netanjahua. Podle Times of Israel tato zpráva... potvrdila rozkol mezi vysokými bezpečnostními představiteli a Netanjahuem ohledně pokračování v jednání dohodě o příměří a o propuštění rukojmích. Podle izraelských médií se Netanjahu... postavil proti postoji šéfů bezpečnostních složek.
Mezinárodní soudní (ICC) v Haagu bude rozhodovat o vydání zatykače na čelné představitele Izraele a Hamásu za údajné válečné zločiny a zločiny proti lidskosti. Rychlejšímu projednávání ale brání množství států a organizací, kterým ICC vydal povolení podat žádosti o intervenci. Soudci ICC udělili povolení 18 státům, včetně Spojených států, Německa a Jihoafrické republiky, 40 organizacím a jednotlivcům, aby do 6. srpna podali písemná podání.
Celkem 14 palestinských skupin a frakcí, včetně Hamásu a Fatahu se v Pekingu dohodlo na dosažení komplexní národní jednoty pod záštitou Organizace pro osvobození Palestiny (OOP).
Podle palestinského ministerstva zdravotnictví počet osob zabitých v Pásmu Gazy stoupl 39 090.

## Středa 24. července
Podle nejmenovaných izraelských představitelů Egypt, přes veřejná prohlášení přijal izraelské rozhodnutí setrvat na hraničním koridoru (tzv. Filadelfský koridor) mezi Pásmem Gazy a Egyptem. To má v budoucnosti zabránit Hamásu a dalším palestinským ozbrojeným skupinám pašovat z Egypta do Pásma zbraně. Proti je ale Hamás, který požaduje izraelské stažení z hranice a podmiňuje tím dohodu o příměří a propuštění rukojmí.
Během nájezdu IOS na oblasti na východ od Chán Júnis a na severu Pásma Gazy zahynulo podle palestinských zdravotníků více než 55 osob a byla zničena řada domů. Zničena byla i řada domů v západní části Rafahu.
Těla 5 rukojmí nalezla izraelská armáda v tunelu v Pásmu Gazy. Jedná se o 4 příslušníky IOS zabité v bojích 7. října 2023 a 1 ženu, která byla zabita v zajetí. V zajetí Hamásu a dalších palestinských skupin se tak nachází 111 lidí, včetně 39 osob, které izraelská armáda považuje za mrtvé.
Podle palestinského ministerstva zdravotnictví počet osob zabitých v Pásmu Gazy stoupl na 39 145.

## Čtvrtek 25. července
K nejtěžším bojů v Pásmu Gazy dochází na východě, kolem měst Bani Suajla, Al-Zanna a Al-Karara. Podle palestinských zdravotníků byli během izraelského ostřelování v Chán Júnisu zabity 4 osoby. V Rafahu se nejtěžší boje soustředily v centrální, severní a západní části města a na hranici s Egyptem.
Jako kontroverzní je vnímán plán na dodávky humanitární pomoci do Pásma Gazy prostřednictvím plovoucího mola Trident Pier vybudovaného americkou armádou. Podle Times of Israel... molo dodalo jen zlomek slíbené pomoci za cenu téměř 230 milionů dolarů a od počátku ji provázela smůla a chybné odhady, včetně požárů, špatného počasí a nebezpečí na pevnině v důsledku bojů mezi Izraelem a Hamásem. Rozpaky nad celou operací vyjádřil americký prezident J. Biden, když řekl, že... doufal jsem, že to bude úspěšnější. Americký kongresman M. Rogers prohlásil molo za... ostudu. Během 20 dní, kdy molo fungovalo, bylo přes něj do Gazy dopraveno celkem 8,8 milionu kilogramů pomoci, což je asi 480 nákladních aut. Podle OSN k řešení potřeb Palestinců v Gaze je zapotřebí asi 500 nákladních aut pomoci denně.
Jako neuvěřitelně neužitečné odsoudily Spojené státy izraelskou snahu prohlásit agenturu OSN pro palestinské uprchlíky UNRWA za teroristickou organizaci. UNRWA není teroristická organizace a vyzýváme izraelskou vládu a Kneset, aby zastavily přijímání této legislativy, řekl mluvčí ministerstva zahraničí USA. Vyjádření následovalo poté, co izraelský parlament 21. července předběžně schválil návrh zákona, který označuje UNRWA za teroristickou organizaci a navrhuje zpřetrhat veškeré vazby s touto humanitární organizací.
Náš boj je vaším bojem a naše vítězství bude vaším vítězstvím, řekl při svém projevu před americkým Kongresem izraelský premiér B. Netanjahu. Zatímco od převážně republikánských politiků se mu dostalo bouřlivého přijetí, řada demokratických senátorů projev bojkotovala. Přítomnost izraelského premiéra v Kongresu provázely i protesty v ulicích, kterých se účastnily tisíce osob.
Podle palestinského ministerstva zdravotnictví počet osob zabitých v Pásmu Gazy stoupl na 39 175.
Podle IOS počet izraelských vojáků padlých v Pásmu Gazy stoupl na 330.

## Pátek 26. července
Podle IOS bylo během pokračujících bojů v Chán Júnisu zabito více než 100 operativců Hamásu a dalších palestinských militantních organizací. pomocí bezpilotních letounů bylo v Chán Júnisu zničeno několik palestinských minometných odpališť. V Rafahu bylo podle IOS... zabito mnoho operativců a lokalizovány tunely a zbraně, včetně raketometů pro rakety dlouhého doletu. Izraelské letectvo v té době zasáhlo asi 45 cílů po celém Pásmu Gazy. Mezi cíle podle IOS patřily... buňky ozbrojenců, tunelové šachty, budovy využívané teroristickými skupinami a další infrastruktura, včetně raketometů, které byly dříve použity k útokům na město Beer Ševa na jihu země.
Šéf zahraniční politiky EU Josep Borrell ve svém prohlášení uvedl, že... postavit UNRWA mimo zákon – a označit ji za teroristickou, což není – se rovná útokům na regionální stabilitu a lidskou důstojnost všech, kteří mají prospěch z práce agentury OSN a vyzval izraelskou vládu, aby zastavila svou snahu postavit UNRWA mimo zákon.
To, co se stalo v Gaze za posledních devět měsíců, je zničující. Obrázky mrtvých dětí a zoufalých hladových lidí prchajících do bezpečí, někdy vysídlených podruhé, potřetí nebo počtvrté, řekla novinářům americká viceprezidentka Kamala Harrisová po svém setkání s izraelským premiérem B. Hetanjahuem, přičemž ale také sdělila, že... Izrael má právo se bránit. A záleží na tom, jak to dělá. Své setkání s izraelským premiérem nazvala... upřímným a konstruktivním. Její kritika izraelského způsobu vedení války vyvolala kritiku za strany Izraele s tím, že by tyto poznámky mohly ohrozit další vyjednávání o příměří.
Podle IOS počet izraelských vojáků padlých v Pásmu Gazy stoupl na 330.

## Sobota 27. července
Při izraelském leteckém útoku na školu v Dajr Balahu v Pásmu Gazy bylo podle palestinského ministerstva zdravotnictví zabito 30 osob a nejméně 100 jich bylo zraněno. Podle IOS cílem bylo velitelské středisko Hamásu uvnitř komplexu školy. IOS tvrdí, že...škola byla využívána k útokům na izraelské vojáky a jako sklad zbraní.
K opuštění jižní části Chán Júnisu vyzvala palestinské civilisty izraelská armáda. IOS v tomto prostoru vede útoky proti operativcům Hamásu a jeho infrastruktuře. Podle palestinských médií bylo během dne zabito minimálně 14 osob. Podle IOS bylo od začátku bojů zabito nebo zajato 14 000 tisíc příslušníků Hamásu a PID z odhadovaného počtu více než 25 000.
K raketovému útoku na izraelský Aškelon provedený v pátek 26. července se přihlásil PID. Na Izrael směřovaly 3 rakety, z nichž 1 sestřelil protiraketový systém Iron Dome a 2 dopadly do otevřených prostor a nezpůsobily žádné zranění, ani hmotné škody.
Podle palestinského ministerstva zdravotnictví počet osob zabitých v Pásmu Gazy stoupl na 39 258.

## Neděle 28. července
Podle palestinských svědků se izraelské jednotky pohybují v oblastech kolem Chán Júnisu, kde svádějí těžké boje s příslušníky Hamásu. Podle svědků izraelské obrněné jednotky pronikly na východ od Chán Júnisu do měst al-Karara, al-Zanna a Bani Šuhejla. Podle palestinských zdravotníků zahynulo 9 osob, aniž sdělili, zda se jedná o bojovníky či civilisty. Tisíce osob byly proto nuceny uchýlit se do t.z. humanitárních zón v al-Mawasí a Deir al-Balah. V zóně al-Mawasí zahynulo při leteckém útoku 5 osob, včetně pětiměsíčního dítěte. IOS oznámily, že tento útok vyšetřují. V Rafahu izraelské jednotky operují v severní části města, kterou stále nemají pod kontrolou. Těžké boje probíhají na severu Pásma, v Gaze.
Podle Al-Arabiye se v Římě měli setkat ředitel CIA William Burns s šéfy zpravodajských služeb Izraele a Egypta. Přítomen měl být i katarský premiér. Předmětem jednání bylo příměří v Pásmu Gazy a propuštění rukojmí. Podle Al-Arabiye si dohodu přeje hamás, izraelský premiér ji podmiňuje porážkou Hamásu. V sobotu, den před jednáním v Římě USA obdržely izraelskou reakci na poslední návrhy podmínek příměří.
Hamás a Brigády mučedníků al-Aksá se přihlásily k útokům na izraelské jednotky raketovými granáty a minomety poblíž Tal al Hawa. Hamás a PID provedly raketové a minometné útoky na izraelské jednotky podél koridoru Necarim a minometné útoky v Juhor ad Dik. Východně od Chán Júnisu ostřelovaly příslušníci PID a Brigád mučedníků al-Aksá izraelské síly operující v těchto sektorech.
Turecký prezident Recep Tayyip Erdogan pohrozil invazí do Izraele. Není nic, co bychom nemohli udělat. Musíme být jen silní, řekl Erdogan.
Podle palestinského ministerstva zdravotnictví počet osob zabitých v Pásmu Gazy stoupl na 39 324.
Podle IOS počet izraelských vojáků padlých v Pásmu Gazy stoupl na 331.

## Pondělí 29. července
Z vazební věznice Sde Tajman bylo převezeno k výslechu 9 izraelských vojáků obviněných z údajného těžkého týrání palestinského vězně. Na vojenskou základnu IOS Bajt Lid následně zaútočily desítky izraelských pravicových demonstrantů. Ultranacionalističtí poslanci a ministři nejprve pronikli do Sde Tajman a poté zamířili do Bejt Lid.
Po izraelském příkazu k evakuaci uprchly z centrální části Pásma Gazy tisíce obyvatel do Dajr al-Balah. Podle Philippa Lazzariniho, šéfa UNRWA pouze 14% obyvatel Pásma Gazy nebylo nuceno se na příkaz izraelské armády stěhovat.
Nejmenovaní izraelští vyjednavači po návratu ze schůzky, která proběhla v Římě 28. července údajně vyjádřili pesimismus ohledně možné dohody o příměří. V izraelském návrhu předaném USA v sobotu 27. července Izrael navrhl vytvoření mezinárodního mechanismu, který zabrání pašování zbraní do Pásma Gazy a jejich distribuci po celém Pásmu. Podle dalších nejmenovaných úředníků je největší překážkou dohody o příměří izraelská vojenská přítomnost během příměří. Podle Hamásu je izraelský návrh trikem majícím odsunout dohodu o příměří.
Podle palestinského ministerstva zdravotnictví počet osob zabitých v Pásmu Gazy stoupl 39 363.

## Úterý 30. července
Velení IOS prošetřuje incident, při kterém byla izraelskými vojáky bez rozkazu vyššího vojenského velení IOS zničena v Rafahu důležitá vodní nádrž. Na sociálních sítích se objevilo video jednoho z izraelských vojáků se záznamem celého incidentu. Starosta Rafahu tento čin odsoudil jako zločin proti lidskosti, podobně se vyjádřila i řada humanitárních organizací.
IOS ve svém prohlášení sdělily, že ukončily operaci v Chán Júnis. Ta začala 22. července s cílem zničit palestinské jednotky, které se v tomto sektoru přeskupily a obnovily svou činnost. IOS uvedly, že při operaci bylo zabito více než 150 palestinských bojovníků, zabaveny zbraně a ničena vojenská infrastruktura. Podle ISW zůstávají síly Hamásu v celém Pásmu bojeschopné. V Tal al Hawa napadli příslušníci Brigády mučedníků al-Aksá izraelské vojáky termobarickou raketou. PID a Brigády mučedníků al-Aksá provedly samostatné minometné útoky zaměřené na izraelskou pěchotu a obrněná vozidla poblíž mešity al Baraa v jižní části Tal al Hawa. V centrální části Pásma Brigády mučedníků al-Aksá a Brigády Ansar (ozbrojené křídlo Palestinského hnutí za svobodu) provedly kombinovaný raketový útok na izraelské síly operující podél koridoru Necarim.
Podle palestinského ministerstva zdravotnictví počet osob zabitých v Pásmu Gazy stoupl na 39 400.

## Středa 31. července
V časných ranních hodinách byl v Teheránu zabit Ismáíl Haníja, politický vůdce Hamásu. Jeho smrt potvrdil Hamás a následně Íránské revoluční gardy. Palestinské zdroje obvinily ze zabití Haníji Izrael a slíbily pomstu, obvinění Izraele se objevilo i v íránské televizi.. Íránské úřady sdělily, že celý incident vyšetřují. Izrael se k zabití Haníji nevyjádřil. Spolu s Haníjou byl zabit jeden jeho bodyguard. Haníja se měl v Teheránu zúčastnit inaugurace nového íránského prezidenta Masúda Pezeškjána.
Izraelský vojenský prokurátor zahájil šetření ve věci obvinění z mučení, zneužívání, amputací v důsledku dlouhodobého používání pout, bití, zanedbávání zdravotních problémů, svévolných trestů a ponižujícího zacházení, jako je například odpírání toalety. Obviněno je 9 příslušníků IOS, kteří se v detenčním zařízení Sde Tejman podle obvinění těchto činů dopouštěli. Jejich zadržení provázely násilnosti, když se demonstranti pod vedením ultrapravicových politiků pokoušeli zastavit soudní řízení.
Podle palestinského ministerstva zdravotnictví počet osob zabitých v Pásmu Gazy stoupl na 39 445.